# Aire urbaine d'Auray
Pour les articles homonymes, voir Auray (homonymie).
L'aire urbaine d'Auray est une aire urbaine française constituée autour de l'unité urbaine d'Auray. Composée de 4 communes morbihanaises, elle comptait 27 600 habitants en 2013.

## Composition
| Nom                 | Code Insee | Statut | Superficie (km2) | Population (dernière pop. légale) | Densité (hab./km2) |
| ------------------- | ---------- | ------ | ---------------- | --------------------------------- | ------------------ |
| Auray (siège)       | 56007      |        | 6,91             | 14 417 (2022)                     | 2 086              |
| Brech               | 56023      |        | 40,86            | 7 057 (2022)                      | 173                |
| Pluneret            | 56176      |        | 26,2             | 6 257 (2022)                      | 239                |
| Sainte-Anne-d'Auray | 56263      |        | 4,97             | 2 837 (2022)                      | 571                |

### Évolution de la composition
- 1999 : 3 communes (toutes appartenant au pôle urbain)
- 2010 : 4 communes (toutes appartenant au pôle urbain)
  - Sainte-Anne-d'Auray absorbée par l'unité urbaine d'Auray

## Caractéristiques
D'après la délimitation établie par l'INSEE, l'aire urbaine d'Auray est composée de 3 communes, toutes situées dans le Morbihan. 
Les 3 communes de l'aire font partie de son pôle urbain, l'unité urbaine (couramment : agglomération) d'Auray.
Cette aire urbaine ne comporte pas de communes monopolarisées.
En 1999, ses 19 125 habitants faisaient d'elle la 264e des 354 aires urbaines françaises.
L’aire urbaine d'Auray appartient à l’espace urbain de Lorient-Vannes
Le tableau suivant détaille la répartition de l'aire urbaine sur le département (les pourcentages s'entendent en proportion du département) :
| Département | Communes | Communes (%) | Superficie (km²) | Superficie (%) | Population (2007) | Population (%) |
| ----------- | -------- | ------------ | ---------------- | -------------- | ----------------- | -------------- |
| Morbihan    | 3        | 1,1          | 73,97            | 1,1            | 23 266            | 3,3            |

En 2006, la population s’élevait à 22 922 habitants.